# Jangam (metropolitana di Seul)
Jangam (장암역 - 長岩驛, Jangam-nyeok ) è una stazione della metropolitana di Seul, attuale capolinea della linea 7 della metropolitana di Seul. Si trova nella città di Uijeongbu, nel Gyeonggi, a nord-est rispetto a Seul. In origine la stazione non era prevista, ma in cambio della realizzazione del deposito di Jangam nel territorio comunale di Uijeongbu è stata richiesta da quest'ultima.

## Linee
Seoul Metro
● Linea 7 (Codice: 709)

## Struttura
La stazione è realizzata sul lato sud del deposito di Jangam, con un'unica banchina e un solo binario, dotata di porte di banchina. Una volta scaricati i passeggeri, il treno esegue inversione di marcia nel deposito per proseguire nella direzione opposta.
| Direzione Bupyeong-gucheong | ● Linea 7 | per Nowon, Express Bus Terminal, Onsu e Bupyeong-gucheong |

## Stazioni adiacenti
| «         | Servizio | »         |
| Linea 7   | Linea 7  | Linea 7   |
| --------- | -------- | --------- |
| Capolinea | -        | Dobongsan |